# Флорибская кухня

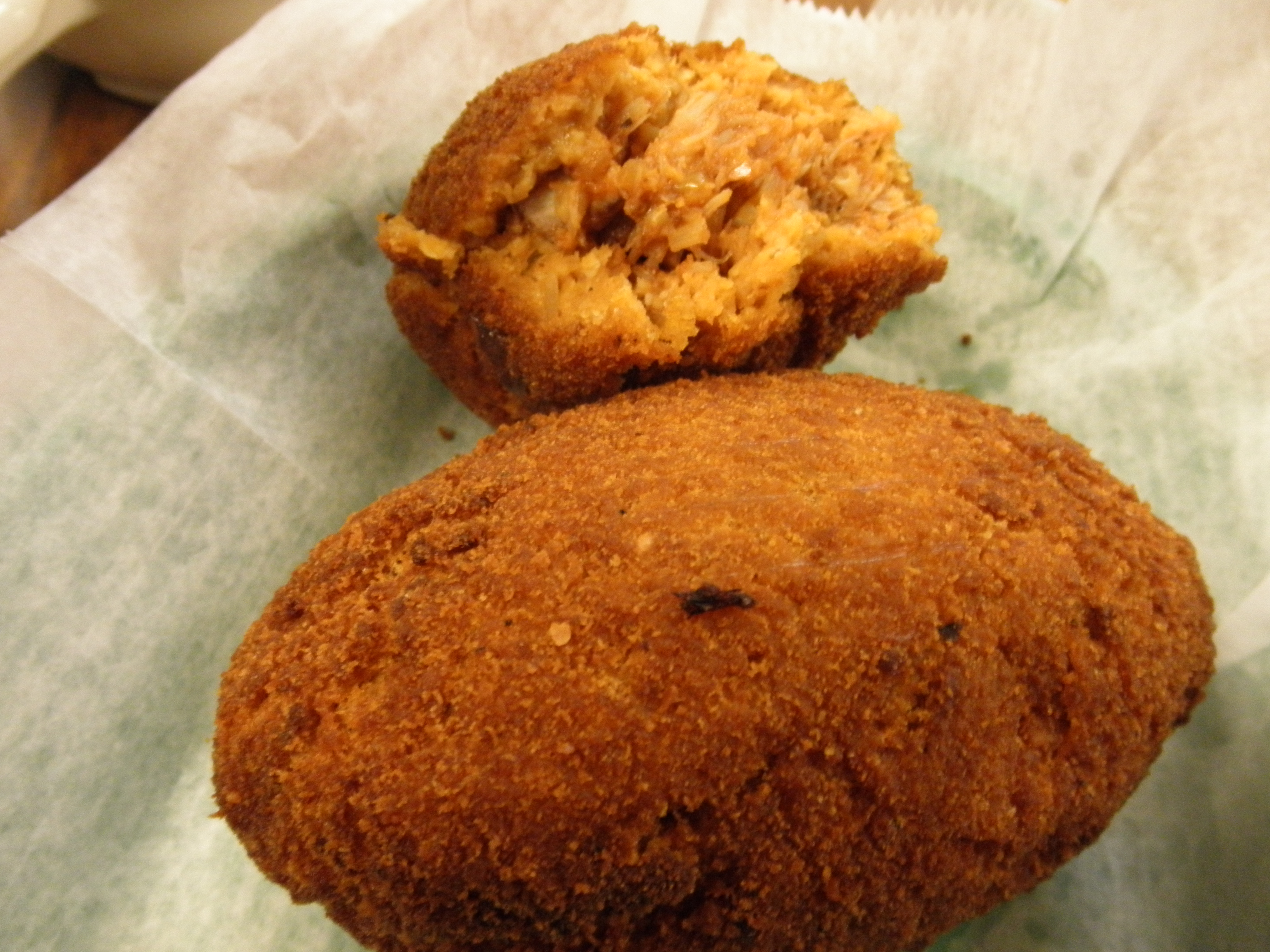
Блюдо из крабового фарша в кафе в Ибор-Сити, Тампа, Флорида

Флорибская кухня (англ. Floribbean cuisine, от Florida и caribbean) — кухня жителей полуострова и штата Флорида, США.
Нескольких волн латиноамериканских и других карибских иммигрантов во Флориду с конца 1800-х годов сыграло важную роль в развитии флорибской кухни. Использование морепродуктов, а также азиатских и карибских ингредиентов и методов приготовления пищи сделало флорибскую кухню в целом более здоровой, чем кухни с высоким содержанием мяса и жира.
Кулинария в флорибском стиле также включает в себя множество экзотических специй: красный карри, лемонграсс, имбирь и зеленый лук сегодня так же широко используются во флорибской кулинарии, как кукурузная каша и коблер в других частях Флориды.
Поскольку флорибская кухня развивалась в Южной Флориде, на нее сильно повлияли азиатские кулинарные традиции, в которых особое внимание уделялось использованию местных азиатских фруктов и овощей, которые произрастают только в тропических и субтропических частях континентальной части Соединенных Штатов, где редки заморозки.
Типичные черты флорибской кухни включают акцент на свежие ингредиенты и сложные смеси специй, особенно сильные ароматы, уравновешенные более мягкими. Флорибская кухня часто использует меньше остроты, чем карибские блюда, которые её сформировали, но широко используются несколько видов перца. Эта острота, однако, почти всегда смягчается использованием манго, папайи, рома, миндаля, кокоса, лайма или мёда. Латино-флорибская кухня смешивает кухню Флориды с латиноамериканской кухней, что приводит к сильным кубинским, пуэрториканским и доминиканским влияниям.

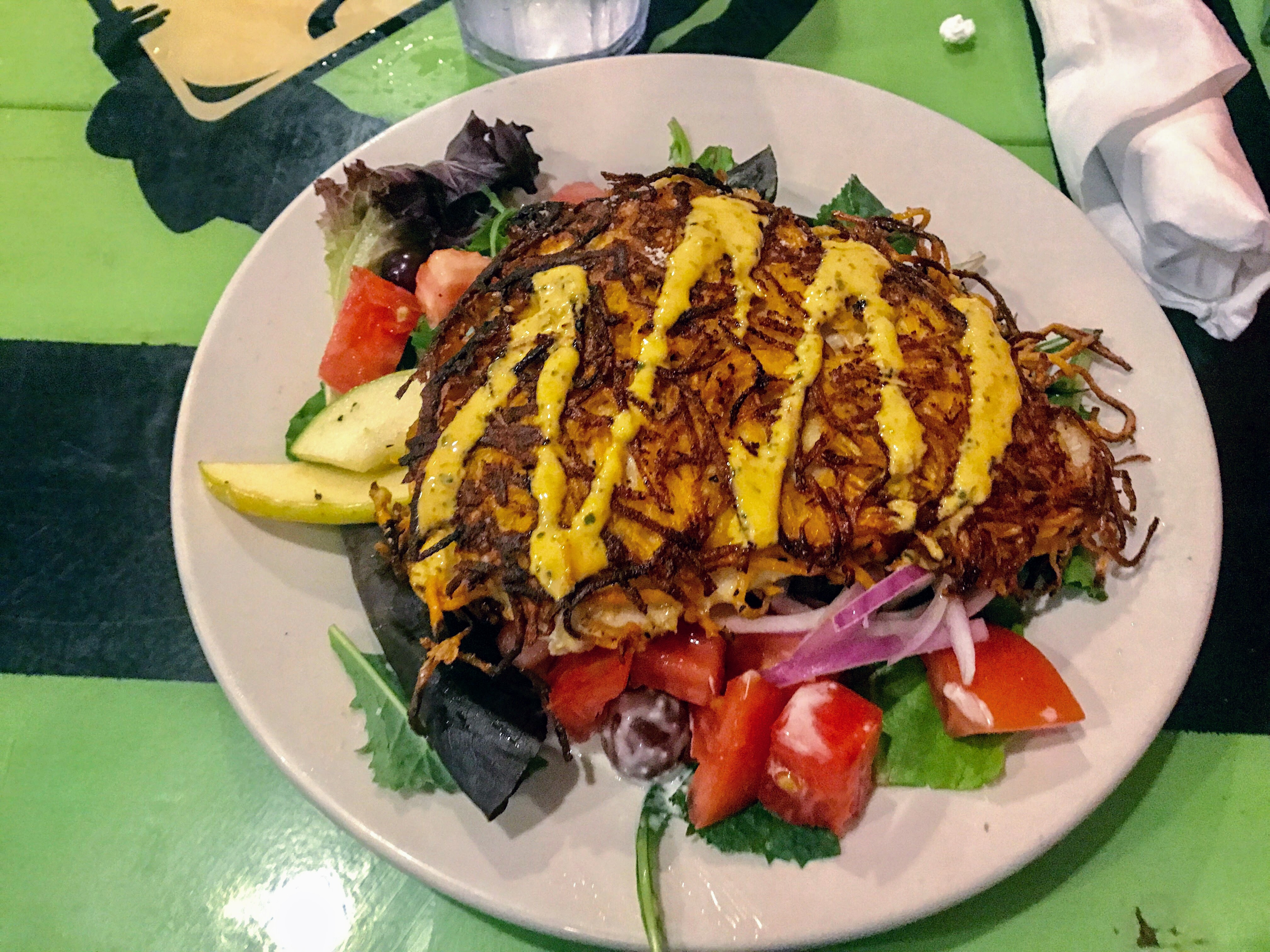
Лосось в панировке из сладкого картофеля с салатом